# C.A. Thortsen
Carl Adolph Thortsen (22. december 1798 i København – 3. august 1878 sammesteds) var en dansk skolemand og æstetiker, bror til Thomas Peter Thortsen. 
Thortsen blev student 1817 fra Metropolitanskolen, studerede derefter en tid teologi, filologi og æstetik, tog først 10 år efter magistergraden, 1836 ved reformationsfesten opnåede han doktorgraden. I 1826 var han blevet ansat ved den lærde skole i Helsingør. 1844-57 var Thortsen rektor i Randers. Derefter flyttede han til hovedstaden, hvor han i en række år beklædte formandsposten i Samfundet til den danske Litteraturs Fremme. 
Thortsen var en meget litterært interesseret mand, følte sig særlig draget til den Heiberg-Hertz’ske kreds, med hvilken han stod på en fortrolig fod. Hans gode ven P.V. Jacobsens breve giver udmærkede bidrag til forståelse af hans personlighed. Foruden en række filologiske afhandlinger skrev Thortsen jævnlig fine og indgående anmeldelser i Maanedsskrift for Litteratur, ligesom han også har oversat adskilligt. 
Selvstændige arbejder er hans Forsøg til en dansk Metrik (1833-34) — den første af denne art i dansk litteratur — og Historisk Udsigt over den danske Litteratur indtil 1814 (1839), væsentlig tænkt som lærebog. Forskellige af hans mindre arbejder er trykte i Efterladte Smaaskrifter (1880).
1853 blev han titulær professor og 1856 Ridder af Dannebrog.
Han er begravet på Assistens Kirkegård.